# Monte San Giovanni (Gonnesa)
Il Monte San Giovanni è un rilievo che si erge nei territori dei comuni di Iglesias e Gonnesa, nella provincia del Sud Sardegna. Ha conformazione a sella allungata in direzione nord est/sud ovest. Il crinale è sormontato da due cime (Punta Ollastus di 431 m. e Punta la Torre di 424 m.) indirizzate parallelamente al rio San Giorgio che scorre più a nord nella valle di Iglesias.   

## Morfologia

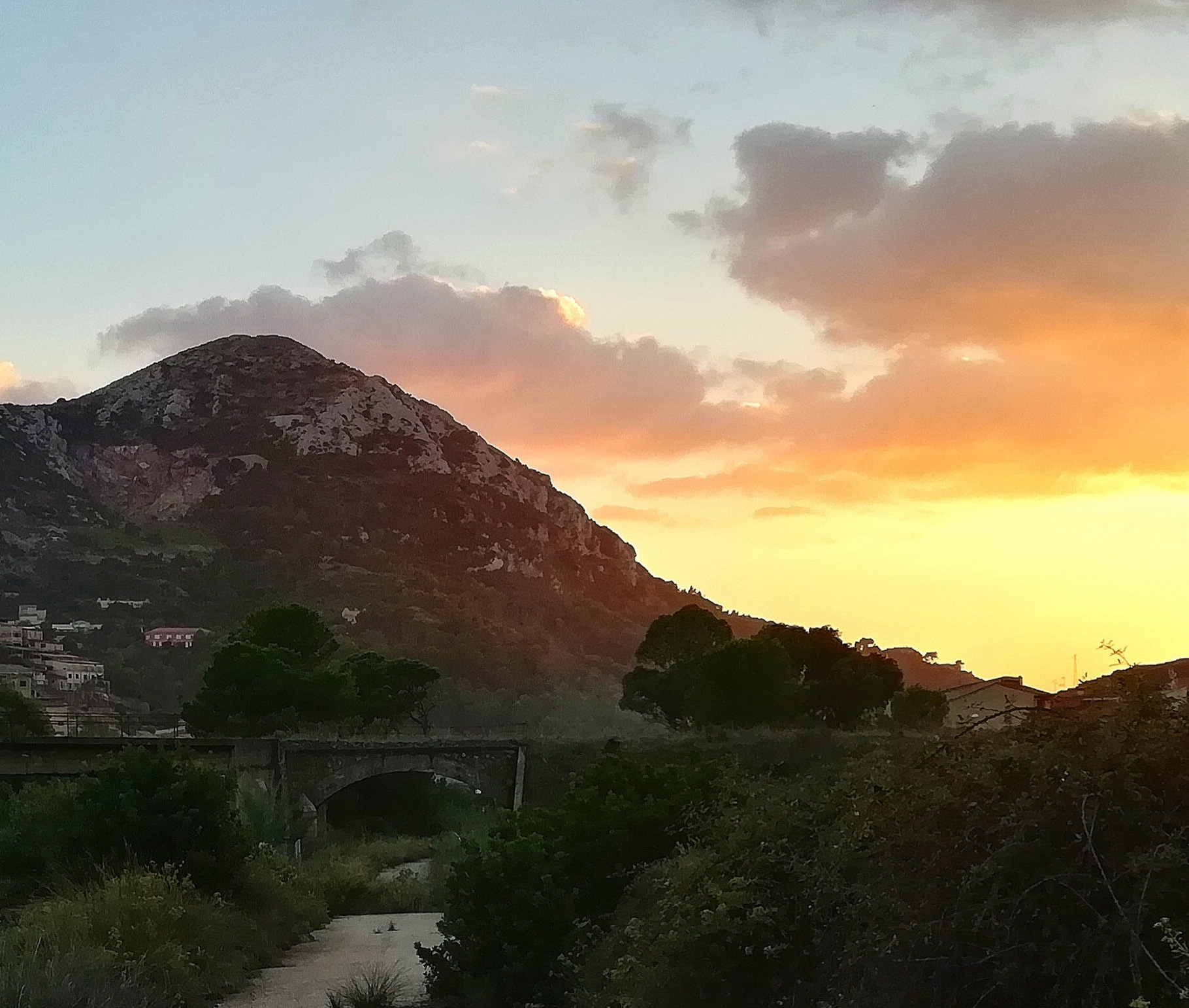
Monte San Giovanni e Miniera di San Giovanni

La morfologia del Monte San Giovanni è aspra e impervia con forte pendenza e con suggestive pareti verticalizzanti lungo la falda sud ovest, mentre il versante opposto è più dolce. In sommità un altopiano caratterizzato da ampie superfici livellate dagli agenti morfogenetici che l'hanno eroso per intere ere geologiche. Sono presenti anche sommersioni marine riconducibili al triassico.
Le ampie discariche, gli insediamenti industriali, i villaggi minerari e gli scavi a cielo aperto testimoniano una intensa attività estrattiva che ne ha modificato le forme e determinato l'economia della zona fin da tempi remoti. Gran parte della sua area ricade nell’area del Sito di Interesse Comunitario (SIC) “Costa di Nebida” (ITB040029), afferente alla Rete Natura 2000. 

## Archeologia mineraria
Il monte San Giovanni è stato oggetto di coltivazioni minerarie da oltre due millenni. Sono presenti testimonianze significative del periodo medievale sia dal punto di vista documentario tramite il Breve di Villa di Chiesa che archeologico. Infatti il monte, anticamente denominato monte Barlao e in particolare l'altopiano denominato Sedda Is Fossas (altopiano delle fosse), conservano diverse gallerie e fosse attribuibili al periodo di dominio pisano in cui si estraeva l'argento. Le miniere più significative, riconducibili al diciannovesimo e al ventesimo secolo del novecento, sono l'omonima Miniera di San Giovanni e quella di Seddas Moddizzis dalle quali si estraeva principalmente piombo e zinco. Per questo motivo il monte è percorso da una miriade di stradelli, sentieri  e carreggi su cui scorrevano su ferrovie Decauville piccoli convogli di vagoni, prevalentemente a traino animale, destinati al trasporto del minerale grezzo dalla galleria di estrazione alla laveria. Altre testimonianze importanti sono rappresentate dai villaggi ex minerari di Normann e Seddas Moddizzis e dall'imponente pozzo di estrazione di Santa Barbara noto anche come Sa macchina beccia, che domina dall'alto la valle di Iglesias.. Nel 1952 durante gli scavi minerari è stata scoperta una cavità carsica in seguito denominata come Grotta di Santa Barbara, caratterizzata da un deposito di cristalli di barite tabulare unico al mondo. 